# BlackCoin
O BlackCoin é uma criptomoeda peer-to-peer. O BlackCoin usa um sistema proof-of-stake e é um software de código aberto.
O BlackCoin foi criado pelo desenvolvedor Rat4, com o objetivo de provar que a maneira do BlackCoin de desativar o proof-of-work é estável e segura. O BlackCoin mantém a segurança da sua rede através de um processo chamado "minting". Transações com o BlackCoin são chamadas de "significantes" em um white paper do Citibank.

## Definição
Pode ser considerado algo como um banco público no qual contas não podem ser congeladas, é e sempre será completamente gratuito, é anônimo, é muito mais seguro que um banco tradicional e pagamentos podem ser feitos a qualquer pessoa no mundo em questão de segundos. Qualquer um pode criar uma conta desde que baixe o software e por não possuir um dono, o mesmo não pode ser fechado. É uma grande reserva de riquezas como ouro e muito valioso dado que possui uma quantidade limitada de moedas.

## Proof-of-Stake
O tempo esperado para uma confirmação é de 64 segundos enquanto o tempo de confirmação esperado pelo Bitcoin é de 10 minutos. O sistema Proof of Stake do BlackCoin garante a segurança do protocolo através de um processo eficiente e descentralizado chamado de “minting,” enquanto que o Bitcoin usa um processo de mineração que tem sido bem documentado como sendo caro e com uso intenso de energia. O protocolo Proof-of-stake versão 2 cava o sistema Coinage, um tanto controverso, completamente. Coinage é um sistema que tem apenas moedas, as quais foram movidas para uma carteira recentemente (entre trinta e noventa dias), acumulando interesse no processo de minting. Esse sistema foi desenhado para encorajar transações e, assim, gastar.Porém, isso resultou num sistema menos seguro já que nós eram capazes de ganhar influência suficiente sobre o sistema para executar um gasto duplo. Houve também um problema onde nós honestos se permaneciam ligados apenas enquanto suas moedas estavam ganhando interesse. Mais nós significa mais segurança para a rede, então o novo sistema é desenhado para encorajar a participar o tempo inteiro através da não-desativação do minting nas moedas.

## Adoção comercial
Em Junho de 2014, o BlackCoin foi aceito nos terminais de câmbio do Coinkite. O terminal do Coinkite parece o aparelho de mão familiar usado em transações de pontos de vendas. O sistema do Coinkite usa esses terminais de câmbio ordinários para aceitar castões de débito do Coinkite preenchidos com Bitcoin, Litecoin e BlackCoin.

## Curiosidades
- O Blackcoin foi a primeira moeda a utilizar apenas o proof-of-stake.[4]
- Ela também foi a primeira moeda a possuir contratos inteligentes funcionando.[4]
- No início de 2014, o Blackcoin foi a primeira moeda a combinar POS com uma multipool. Era tão poderosa que ficou conhecida como "Blackhole" ("Buraco Negro", em português).[4]
- O Blackcoin foi a primeira moeda a contratar um publicitário/PR agência Max Bourges, através de doações online![4]